# Neuvéglise
Neuvéglise – miejscowość i dawna gmina we Francji, w regionie Owernia-Rodan-Alpy, w departamencie Cantal. W 2013 roku populacja gminy wynosiła 1122 mieszkańców. Przez gminę przepływa rzeka Truyère. 
W dniu 1 stycznia 2017 roku z połączenia czterech ówczesnych gmin – Lavastrie, Neuvéglise, Oradour oraz Sériers – utworzono nową gminę Neuvéglise-sur-Truyère. Siedzibą gminy została miejscowość Neuvéglise. 
Gmina Neufeglise (pisownia zgodna z ancien régime) została tylko nieznacznie dotknięta przez rewolucję, ponieważ jej rejestry parafialne pochodzą z XVII wieku. Proboszcz, który prowadził rejestry, został zastąpiony w 1792 r. przez wójta, który był również wiejskim notariuszem. Odnotowywał on w protokołach wszystkie najważniejsze wydarzenia. 